# Kanton Callas
Kanton Callas is een voormalig kanton van het Franse departement Var. Kanton Callas maakte deel uit van het arrondissement Draguignan en telde 6411 inwoners (1999). Alle gemeenten werden opgenomen in het nieuwe kanton Flayosc.

## Gemeenten
Het kanton Callas omvatte de volgende gemeenten:
- Bargemon
- Callas (hoofdplaats)
- Châteaudouble
- Claviers
- Figanières
- Montferrat